# Virginia Dwan
Virginia Dwan , född 18 oktober 1931 i Minneapolis i Michigan i USA, död 4 september 2022, var en amerikansk konstsamlare och gallerist.
Virigina Dwan var dotterdotter till John Dwan (1862–1920), en av grundarna av företaget 3M. Hon studerade konsthistoria på University of California at Los Angeles i Kalifornien och grundade 1959 konstgalleriet Dwan Gallery i Los Angeles. År 1965 flyttade hon till New York och öppnade ett andra konstgalleri där. Galleriet i Los Angeles såldes 1969 och hon använde pengarna därifrån för att finansiera Robert Smithsons konstverk Spiral Jetty. 
Virginia Dwan ägnade sig på 1970-talet åt att stödja den då nya jordkonsten, som till exempel 35-Pole Lightning Field av Walter De Maria och Star Axis av Charles Ross. Hon köpte mark för Michael Heizers Double Negative i Nevada.
Virginia Dwans privata konstsamling utlovades som gåva till National Gallery of Art 2013. I samlingen på 250 målningar, skulpturer, teckningar och fotografier ingår konstverk av 52 konstnärer, bland andra Carl Andre, Arman, Walter de Maria, Dan Flavin, Michael Heizer, Yves Klein, Sol LeWitt, Agnes Martin, Robert Smithson, Niki de Saint Phalle och Jean Tinguely.
Hon skaffade sig en bostad i Santa Fe i New Mexico under senare hälften av 1980-talet. Hon var finansiär och idégivare till den sekulära meditationslokalen Dwan Light Santuary på United World College USA i Montezuma, nära Las Vegas i New Mexico, som invigdes 1996. Den ritades av arkitekten Laban Wingert, medan Charles Ross svarade för solspektra på väggarna med hjälp av prismor.